# 볼로쥐속
볼로쥐속(Necromys)은 비단털쥐과 목화쥐아과에 속하는 설치류 속이다. 남아메리카밭쥐속과 관련된 남아메리카 설치류로 8종으로 이루어져 있다. 이전에는 속명 Cabreramys로 그 이후에는 Bolomys로 알려지기도 했으며, 북부풀밭쥐(N. urichi)는 최근에 남아메리카밭쥐속(Akodon)에서 옮겨 왔다.

## 하위 종
| - 프레젠트볼로쥐 (N. amoenus) - 아르헨티나볼로쥐 (N. benefactus) - 적갈색배볼로쥐 (N. lactens) - 털꼬리볼로쥐 (N. lasiurus) - 파라과이볼로쥐 (N. lenguarum) | - 릴로볼로쥐 (N. lilloi) - 검은볼로쥐 (N. obscurus) - 에콰도르볼로쥐 (N. punctulatus) - 템추크볼로쥐 (N. temchuki) - 북부풀밭쥐 (N. urichi) |